# PPC (companie)
PPC, abreviere de la Public Power Corporation SA (în greacă Δημόσια Επιχείρηση Ηλεκτρισμού A.E.), este cea mai mare companie de energie electrică din Grecia.

## Istoric
PPC a fost fondată de guvernul grec în 1950. Scopul său principal era să planifice și să aplice o politică energetică națională care, prin exploatarea produselor și resurselor interne, să distribuie energie electrică ieftină tuturor cetățenilor greci. PPC a început integrarea tuturor rețelelor locale mici în rețeaua națională interconectată. În plus, corporația a rezolvat achiziționarea tuturor unităților mici de producție de energie electrică, private și locale.
În prezent, grupul PPC este format din trei companii subsidiare: PPC SA, Operatorul Rețelei de Distribuție a Electricității Elene (HEDNO sau DEDDIE) SA și PPC RENEWABLES SA Chiar dacă HEDNO SA este deținută de PPC, ea își desfășoară activitatea independent, în conformitate cu Legea 4001/2011 și în conformitate cu Directiva UE 2009/72/CE privind organizarea pieței de energie electrică.

## Acționariat
La 16 noiembrie 2021, compania PPC a finalizat o majorare de capital social, la care guvernul grec, în calitate de acționar, a ales să nu participe. Drept urmare, participația guvernului elen a scăzut de la 51,12% la 34,12%, care este deținută în prezent de fondul suveran al țării, Corporația Elenă de Active și Participații (HCAP). Această schimbare a acționariatului înseamnă că PPC a fost privatizată și nu mai este controlată de guvernul grec.
La 3 martie 2022, CVC Capital Partners a achiziționat 10% din acțiunile companiei.
Acțiunile Societății sunt tranzacționate în categoria „Large Cap” a Bursei de Valori din Atena (ATHEX), în timp ce la Bursa de Valori din Londra sunt tranzacționate sub formă de certificate de depozit globale (GDR).

## Privatizarea
În 2021, PPC a efectuat o tranzacționare a acțiunilor la Bursa de Valori din Atena și, în consecință, nu mai este deținută în totalitate de guvern, deși până atunci fusese controlată de acesta cu o participație de 51,1%.
În iunie 2011, guvernul Greciei a anunțat că va vinde 17% din cota sa din PPC pentru a îndeplini condițiile pachetului de împrumuturi UE / BCE / FMI. Lucrătorii PPC au răspuns prin întreruperi limitate de curent în anumite orașe din Grecia. Cu toate acestea, guvernul Tsipras a decis să suspende privatizarea PPC ca una dintre primele sale măsuri anti-austeritate.
Compania a fost în cele din urmă privatizată în noiembrie 2021, când guvernul elen și-a redus participația la 34,12%. Participația rămasă a fost transferată ulterior către fondul suveran grec, Corporația Elenă de Active și Participații (HCAP).

## Centrale electrice
Cele 34 de centrale termice și hidroelectrice majore și cele 3 parcuri eoliene ale rețelei electrice interconectate din Grecia continentală, precum și cele 60 de centrale electrice autonome situate în Creta, Rodos și alte insule grecești (33 centrale termice, 2 hidroelectrice, 18 eoliene și 5 parcuri fotovoltaice) formează activele industriale ale PPC și constituie baza energetică a tuturor activităților economice ale Greciei.
Capacitatea totală instalată a celor 97 de centrale ale PPC este în prezent de 12.760 MW, cu o generare netă de 53,9 TWh în 2007.

## PPC în România
La 25 octombrie 2023, PPC a achiziționat compania Enel România, de la grupul italian Enel, pentru 1,24 miliarde EUR. PPC România include distribuția de energie către 3,1 milioane de clienți, trei rețele de distribuție a energiei în Sud Muntenia (inclusiv București ), Banat și Dobrogea, energie regenerabilă cu o capacitate de aproximativ 600 MW.